# Saalbach (Rhein)
Die Saalbach (auch Salbach) ist ein etwa 40 Kilometer langer, rechter und östlicher Zufluss des Rheins. Sie entsteht in Bretten im Kraichgau durch den Zusammenfluss von Weißach und Salzach, tritt in Bruchsal in die Oberrheinische Tiefebene ein und mündet nördlich von Philippsburg in den Rhein.

## Namen und Definitionen
Der Name Saalbach ist aus dem Namen des Quellbachs Salzach entstanden und dürfte sich an den Namen der Stadt Bruchsal anlehnen. Er leitet sich wie die Salzach von einer alten Salzgewinnungsstätte bei Bretten ab. Im Lorscher Codex wird das Gewässer 769 fluvius Salzaha genannt; weitere Namensvarianten und Schreibweisen waren Saltzach, Salzbach, Saltzbach, Sahlbach, Sal, Saltza oder Salza.
Neben diesen Namen existierten weitere, eher lokal gebräuchliche Namen, die sich auf Nutzungen oder Eigenschaften des Gewässers beziehen. Hierzu gehören Fischbach, Grundelbach (nach der Karpfenart Gründling), Mühlbach, Talbach und Bruchsaler Bach. Allerdings scheint sich der Name Saalbach im Unterlauf weniger durchgesetzt zu haben; in Philippsburg wurde das Gewässer vielfach Brüseler Bach, aber auch Bruchsaler Bach oder – in der Bachputzordnung von 1775 für den rechtsrheinischen Teil des Hochstifts Speyer – Bruchsaler Mühlbach genannt. Eine Ansicht der Stadt Philippsburg von 1734 beschreibt die Stadt hingegen als den Mündungsort des Flusses Salzbach in den Rhein.
Ungeachtet der Namensverwandtschaft von Oberlauf Salzach und Unterlauf Saalbach wurde auch die Weißach als Teil der Saalbach angesehen: Johann Goswin Widder verortete in seiner Beschreibung der Kurpfalz von 1786 die Quelle der Saalbach/Salzach bei Freudenstein. Auch von amtlichen Stellen wurde die Weißach als Teil der Saalbach betrachtet, beispielsweise in den Beiträgen zur Hydrographie des Großherzogtums Baden oder in Topographischen Karten von 1875 und 1927, in denen der Bach in der Gemarkung der badischen Stadt Bretten als Saalbach bezeichnet wird, in der flussaufwärts gelegenen württembergischen Stadt Knittlingen hingegen als Weißach.  Hierzu mag beigetragen haben, dass die Salzach in Bretten und Ruit den Namen Kressbach (von Krebsbach) trug. Dieser Name findet sich auch auf amtlichen Karten.
Das Badische Finanz- und Wirtschaftsministerium – Abteilung für Wasser- und Straßenbau – regelte schließlich, nachdem es sich mit dem Badischen Kultusministerium und dem Württembergischen Kultministerium verständigt hatte, im Erlass Nr. 11.969 vom 16. Dezember 1935 die Benennung der Gewässer: Der von Maulbronn kommende Bach heißt Salzach, der bei Freudenstein entspringende Weißach; aus der Vereinigung beider Bäche entsteht in Bretten die Saalbach. Dies entsprach den Namen in Württemberg. Im heutigen Amtlichen Digitalen Wasserwirtschaftlichen Gewässernetz (AWGN) trägt das von Freudenstein kommende Gewässer den Gewässer-Hauptnamen Saalbach und den lokalen Namen Weißach.
Im AWGN wird der Saalbach der untere Teil des Philippsburger Altrheins zugerechnet, wodurch die Saalbach direkt in den Rhein mündet und der Rheinniederungskanal ein Zufluss der Saalbach ist. Laut der Topographischen Karte und dem Wassergesetz für Baden-Württemberg mündet der Rheinniederungskanal in den Rhein. Gemäß diesen Definitionen ist die Saalbach ein Nebenfluss des Rheinniederungskanals.

## Geographie

### Verlauf

#### Kraichgau
Die Saalbach entsteht durch den Zusammenfluss der Weißach (von rechts) und der Salzach (von links) unweit des Simmelturms, der die Südostecke der früheren Stadtmauer von Bretten markiert. Die Saalbach folgt dem Südrand der Brettener Altstadt nach Westen. Von links fließt ihr der zur Hochwasserentlastung angelegte Brühlgraben zu, der im Brettener Stadtgebiet von der Salzach abzweigt. Der Graben war 1841 bereits vorhanden und durchzog damals ein Wiesengelände in der Talaue unterhalb der Brettener Altstadt; heute wird das Gebiet überwiegend durch Einkaufszentren genutzt.
Die Saalbach unterquert den Ostkopf des Bahnhofs Bretten und verläuft durch ein Gewerbegebiet südlich des Bahnhofs. Die beiden folgenden Orte, Rinklingen und Diedelsheim, sind nach Bretten eingemeindet und mit der Stadt zusammengewachsen. Zwischen Rinklingen und Diedelsheim queren die württembergische Westbahn (Bietigheim-Bissingen–Bruchsal), die Kraichgaubahn (Heilbronn–Karlsruhe) sowie die Bundesstraßen 35 (Illingen–Germersheim) und 293 (Heilbronn–Pfinztal) die Saalbach. Westbahn und Bundesstraße 35 folgen bis Bruchsal der Saalbach, die bei Diedelsheim ihre Fließrichtung von West nach Nordnordwest ändert.
Das Saalbachtal verläuft zwischen Bretten und Bruchsal fast vollständig im Lössgebiet; der Fluss hat sich relativ tief in den Auelehm des Talgrunds eingeschnitten, der meist zwischen 200 und 300 Meter breit ist. In Gondelsheim passiert der Fluss das Schloss sowie eine Mühle, in der heute Glückskekse hergestellt werden. Helmsheim, ein Stadtteil von Bruchsal, liegt etwas abgesetzt links des Saalbachtals am Helmsheimer Dorfbach. In Heidelsheim, heute ebenfalls nach Bruchsal eingemeindet, umfließt die Saalbach den Stadtkern der einstigen Reichsstadt.
Nördlich von Heidelsheim wendet sich die Saalbach nach Westnordwest. In Höhe der Heidelsheimer Kläranlage liegt links der Saalbach in einer ehemaligen, durch den Bau der Westbahn abgetrennten Flussschleife die Karstquelle Schwallenbrunnen. Die Angaben zur früheren Schüttung der Quelle liegen zwischen 100 und 400 l/s. Anfang der 1990er Jahre fiel der Schwallenbrunnen für einige Jahre völlig trocken, danach stellte sich eine weitaus geringere Schüttung ein. Im östlichen, noch zum Kraichgau gehörenden Teil der Stadt Bruchsal verläuft nördlich der Saalbach der rund 500 Meter lange Flussarm Annabach.

#### Oberrheinische Tiefebene
Bei ihrem Eintritt in die Oberrheinische Tiefebene in Bruchsal hat die Saalbach einen Schwemmkegel ausgebildet, der allerdings geringer ausgeprägt ist als der Schwemmkegel der Pfinz weiter südlich. Dies hat vermutlich geologische Ursachen: Die Pfinz entwässert ein Muschelkalkgebiet, bei der Saalbach dominiert weicherer Keuper, dessen Erosionsabraum wesentlich feinteiliger ist und sich weniger an dem Gefälleknick am Rand der Rheinebene ablagert. Die Pfinz und der nördliche Nachbarfluss der Saalbach, der Kraichbach, knicken bei ihrem Eintritt in die Rheinebene nach Norden ab und folgen zunächst der am Rand der Ebene verlaufenden Kinzig-Murg-Rinne. Die Saalbach hingegen behält ihre westnordwestliche Fließrichtung bei und ändert erst bei Karlsdorf, vier Kilometer unterhalb von Bruchsal, ihre Fließrichtung auf Nordnordwest.
In Bruchsal unterquert die Saalbach die Bundesstraße 3 und die Bahnstrecke Heidelberg–Karlsruhe; zwischen Bruchsal und Karlsdorf kreuzt die Bundesautobahn 5 (Heidelberg–Karlsruhe); nördlich von Karlsdorf passiert der Fluss die Bundesstraße 35 und die Bahnstrecke Bruchsal–Graben-Neudorf–Germersheim. Im Westen Bruchsals wird der zur Hochwasserentlastung gebaute Saalbachkanal abgeschlagen. Westlich von Karlsdorf überquert die Saalbach den Saalbachkanal auf einem Aquädukt.
In Teilen der Rheinebene verläuft die Saalbach von Dämmen eingefasst in sogenannter Hochlage; zum Teil liegt der Wasserspiegel über dem Geländeniveau. Die auch bei anderen Fließgewässern der Region übliche Hochlage dürfte Folge des bereits für das Spätmittelalter belegbaren „Bachputzens“ sein. Dabei wurden Sedimente aus dem Fluss ausgehoben und am Ufer abgelagert, so dass in einem jahrhundertelangen, kaum geplanten Prozess die heutige Hochlage entstand.
Das Gebiet nördlich von Karlsdorf wird auch Unteres Saalbachtal genannt. Es handelt sich um eine Niederung, die gut einen Meter in Sandflächen der Hardtebenen eingetieft ist. Auf den Sandflächen liegen Wälder, links der Kammerforst, rechts die Lußhardt. Im Süden des Saalbachtals wird der Wagbach nach rechts abgeschlagen, der über Hambrücken und Wiesental nach Waghäusel läuft und zwischen Rheinhausen und Altlußheim in den Rhein mündet. Da die Aue des Wagbachs deutlicher ausgeprägt ist als die der Saalbach, wird zum Teil angenommen, der Wagbach sei ein alter Lauf der Saalbach. Dieser Ansicht steht die Existenz der Königshohl entgegen, einem tiefer eingeschnittenen Tal, das unweit der Mündung der Saalbach in den Philippsburger Altrhein liegt, heute aber nicht mehr von der Saalbach durchflossen wird.
Ein weiterer Abzweig im Unteren Saalbachtal ist der Erhardseckgraben, der den links des Flusses verlaufenden Saugraben speist. Ursprünglich ein tiefliegender Entwässerungsgraben, mündet der Saugraben nach rund sieben Kilometer Parallellauf wieder in die Saalbach. Die Neudorfer Mühle (auch Schönborner Mühle oder Schönborner Jagdhaus) an der Bundesstraße 36 (Karlsruhe–Mannheim) markiert das nördliche Ende des Unteren Saalbachtals; flussabwärts verengt sich die Flussaue. In diesem Bereich kreuzt die Saalbach die Bahnstrecke Mannheim–Karlsruhe unweit deren Verknüpfung mit der Schnellfahrstrecke Mannheim–Stuttgart, der Abzweigstelle Waghäusel Saalbach.
Der frühere Lauf der Saalbach durch die Stadt Philippsburg wurde in den 1960er Jahren aufgegeben; heute ist die Saalbach östlich der Stadt bei der Engelsmühle an den Kleinfeldgraben angebunden, der ursprünglich zur Hochwasserentlastung angelegt wurde. Der Kleinfeldgraben entwässert über den Sickenauer Graben in den Philippsburger Altrhein, der oberhalb  auch den Rheinniederungskanal aufnimmt. Etwa 400 Meter unterhalb der Einmündung liegt das Schöpfwerk Philippsburg, das die Entwässerung der Rheinniederung bei Rheinhochwasser sicherstellt. Nach weiteren 2,5 Kilometern mündet der Philippsburger Altrhein von rechts in den Rhein (Rheinkilometer 391,8).

### Saalbachkanal
Der im Rahmen der Pfinz-Saalbach-Korrektion angelegte und um 1938 fertiggestellte Saalbachkanal wird im Westen von Bruchsal von der Saalbach abgeschlagen und verläuft auf direktem Weg zum Rhein bei Rußheim. Bei Karlsdorf überbrückt die Saalbach den Saalbachkanal. Am Gestadebruch bei Graben-Neudorf stürzt er etwa 6 Meter in die Tiefe. Im Tiefgestade ist der Kanal von Dämmen eingefasst, die für rückstauendes Rheinhochwasser dimensioniert sind. Die Entwässerung des Tiefgestades erfolgt überwiegend über andere Gewässer, insbesondere den Verlängerten Pfinzkanal und den Rheinniederungskanal, die beide den Saalbachkanal bei Rußheim in Dükern unterqueren. Westlich von Rußheim mündet der Saalbachkanal über den Baggersee Alter Minthesee in den Rhein.
Der Saalbachkanal dient der direkten Abführung von Hochwasser zum Rhein; er kann ab Bruchsal 40, ab der Einmündung der Pfinz-Korrektion westlich von Karlsdorf 60 m³ Wasser pro Sekunde aufnehmen.

### Zuflüsse
Zuflüsse vom Ursprung zur Mündung. In der Regel ohne Mühlkanäle. Auswahl.
Zusammenfluss der zwei Oberläufe zum Saalbach in Bretten.
- Weißach, rechter Oberlauf
- Salzach, linker Oberlauf
- Küchäckergraben, von links vor Bretten-Rinklingen
- Riedgraben, von rechts in Bretten-Diedelsheim
- Muldengraben, von links am Ortsende von Diedelsheim
- Klamme, von rechts
- Wallsgraben, von rechts in Gondelsheim
- (Mühlkanal der Heckmühle), von rechts in Gondelsheim; quert zuvor den  Wallsgraben
- Eschbach, von links in Gondelsheim
- Bruchgraben, von links gegen das Ortsende von Gondelsheim
- (Bach aus dem Heinbachergrund), von links, unbeständig
- Neibsheimer Dorfbach, von rechts
- Lußgraben, von rechts
- (Bach vom Rostberg), von rechts
- Rohrbach (!), von links in Bruchsal-Helmsheim
- Breitlochgraben, von rechts kurz vor Bruchsal-Heidelsheim
- Scharnackergraben, von links am Südrand von Heidelsheim
- Nottenbach, von links in Heidelsheim
- Stalzbach, von links in Heidelsheim
- Weitenberggraben, von links vor der Heidelsheimer Talmühle
- Bruchbach, von rechts an der Talmühle
- Rohrbach (!), von rechts am Ortsanfang von Bruchsal
- Annabach, kurzer rechter Teilungsarm in Bruchsal
- → (Abzweig des Saalbachkanals), nach rechts am Ortsende von Bruchsal
- → (Abzweig des Wagbachs), nach rechts
- → (Abzweig des Erhardseckgrabens), nach links zum nahen Saugraben
- Saugraben, von links nach langen Parallellauf zwischen den Wäldern Molzau links und Frankreich rechts
Abschnittsname Kleinfeldgraben ab der Engelsmühle von Philippsburg
- Abzugsgraben, von links nach der L 555 bei Philippsburg
Danach Abschnittsname Sickenauer Graben
- Hohwiesengraben, von links
Kurz danach Einfluss von rechts in den und Weiterlauf im Philippsburger Altrhein

Mündung des Philippsburger Altrheins von rechts in der Rhein südwestlich von Oberhausen-Rheinhausen-Rheinhausen.

### LUBW
Amtliche Online-Gewässerkarte mit passendem Ausschnitt und den hier benutzten Layern: Karte von Lauf und Einzugsgebiet der Saalbach

Allgemeiner Einstieg ohne Voreinstellungen und Layer: Daten- und Kartendienst der Landesanstalt für Umwelt Baden-Württemberg (LUBW) (Hinweise)
1. 1 2  Höhe nach dem Höhenlinienbild auf dem Hintergrundlayer Topographische Karte oder dem Digitalen Geländemodell.
2. ↑  Länge nach dem Layer Gewässername.
3. ↑  Länge nach dem Layer Gewässernetz (AWGN).
4. ↑  Einzugsgebiet nach dem Layer Aggregierte Gebiete 05.
5. ↑  Querprofile
zwischen Bruchsal und Karlsdorf,
westlich von Karlsdorf,
bei Hambrücken,
oberhalb der Neudorfer Mühle,
erzeugt aus dem Digitalen Geländemodell des Online-Kartenservers der LUBW.

### Andere Belege
1. ↑  Josef Schmithüsen: Geographische Landesaufnahme: Die naturräumlichen Einheiten auf Blatt 161 Karlsruhe. Bundesanstalt für Landeskunde, Bad Godesberg 1952. → Online-Karte (PDF; 5,1 MB)
2. ↑  Werte aus Regionalisierung, Datenstand 1. März 2016 (MNQ, MQ), 3. Dezember 2013 (MHQ) aus Abfluss-BW – ein Daten- und Kartendienst der Landesanstalt für Umwelt Baden-Württemberg (Hinweise)
Stationierung siehe Hochwasservorhersagezentrale, Landesanstalt für Umwelt Baden-Württemberg.
3. 1 2  Albrecht Greule: Deutsches Gewässernamenbuch. Etymologie der Gewässernamen und der dazugehörigen Gebiets-, Siedlungs- und Flurnamen. De Gruyter, Berlin 2014, ISBN 978-3-11-019039-7, S. 455.
4. 1 2  Willy Bickel: Der Saalbach und seine Zuflüsse. Beitrag zur Flußnamensforschung des Kraichgaus. In: Fritz Herzer (Hrsg.): Bruchsaler Heimatgeschichte. Bruchsal 1955, S. 199–211, hier S. 201.
5. ↑  Bickel, Der Saalbach und seine Zuflüsse, in: Herzer, Bruchsaler Heimatgeschichte, S. 199–211, hier S. 200.
6. ↑  Bickel, Der Saalbach und seine Zuflüsse, in: Herzer, Bruchsaler Heimatgeschichte, S. 199–211, hier S. 200 f.
7. ↑  Die Bachputzordnung von 1775 für den rechtsrheinischen Teil des Hochstifts Speyer [mit Kommentaren]. In: Dieter Hassler (Hrsg.): Wässerwiesen: Geschichte, Technik und Ökologie der bewässerten Wiesen, Bäche und Gräben in Kraichgau, Hardt und Bruhrain. Verlag Regionalkultur, Ubstadt-Weiher 1995, ISBN 3-929366-20-7, S. 396–402, hier S. 397.
8. ↑  Johann Christian Leopold: Ansicht von Philippsburg um 1734. Digitalisat beim Generallandesarchiv Karlsruhe.
9. ↑  Meßtischblatt 6918 Knittlingen von 1927 in der Deutschen Fotothek;

Meßtischblatt 6918 Knittlingen von 1904 in der Deutschen Fotothek;

Übersichtsplan der Gemarkung Bretten (1875) beim Generallandesarchiv Karlsruhe.
10. ↑  Bickel, Der Saalbach und seine Zuflüsse, in: Herzer, Bruchsaler Heimatgeschichte, S. 199–211, hier S. 201, 203.
11. ↑  Meßtischblatt 6918 Knittlingen von 1927 in der Deutschen Fotothek;

Übersichtspläne der Gemarkungen Ruit (1869) und Bretten (1875) beim Generallandesarchiv Karlsruhe.
12. ↑  Bickel, Der Saalbach und seine Zuflüsse, in: Herzer, Bruchsaler Heimatgeschichte, S. 199–211, hier S. 201 f.
13. ↑  Wassergesetz für Baden-Württemberg (WG) vom 3. Dezember 2013, Anlage 1: Verzeichnis der Gewässer erster Ordnung.
14. ↑  Baden, Topographisches Bureau (Hrsg.), W. Winckens (Bearb.): Topographische Karte über das Grossherzogthum Baden: nach der allgemeinen Landesvermessung des Großherzoglichen militairisch topographischen Bureaus (Blatt 17): Bretten. Karlsruhe 1841;
Bickel, Der Saalbach und seine Zuflüsse, in: Herzer, Bruchsaler Heimatgeschichte, S. 199–211, hier S. 208.
15. ↑  Stefan Schuhmacher, Dieter Hassler: Wiesenwässerung am oberen Saalbach. In: Hassler, Wässerwiesen, S. 269–275, hier S. 269.
16. ↑  Hans Thürach: Erläuterungen zu Blatt Bruchsal (Nr. 46). Geologische Special-Karte Großherzogtum Baden. Heidelberg 1907 (Unveränderter Nachdruck als Geologische Karte 1:25.000 Baden-Württemberg, Blatt 6817 Bruchsal.) Stuttgart 1987, S. 35;

Dieter Hassler: Versuch und Irrtum: Die Entwicklung der Wiesenwässerung in Kraichgau und Bruhrain. In: Hassler, Wässerwiesen, S. 62–80, hier S. 63;

FND „Schwallenbrunnen“ auf der Website der Stadt Bruchsal (PDF, 841 kB).
17. 1 2  Michael Hassler: Das „untere Saalbachtal“ zwischen Bruchsal und der Neudorfer Mühle.  In: Hassler, Wässerwiesen, S. 275–279, hier S. 275 f.
18. ↑  Dieter Hassler: Tausend Jahre Mühe und kein Ende. Die Geschichte des Bachbaus in Kraichgau, Hardt und Bruhrain. In: Hassler, Wässerwiesen, S. 40–61, hier S. 42.
19. ↑  Hassler, Tausend Jahre Mühe und kein Ende, in: Hassler, Wässerwiesen, S. 40–61, hier S. 43 f.
20. ↑  Gismar Eck: Pfinz-Saalbach-Korrektion. In: Innenministerium Baden-Württemberg (Hrsg.): Wasserwirtschaft in Baden-Württemberg. Wasserversorgung, Abwasserbeseitigung, Flussbau, Talsperrenbau, landwirtschaftlicher Wasserbau, Verwaltung, Organisation. Verwaltungs-Verlag, München 1969, S. 153–156, hier S. 155.